# Hermann Klenke
Hermann Klenke (* 1887; † 27. Juli 1952 in Göppingen) war ein deutscher Schauspieler und Theaterdirektor.
Klenke war hauptsächlich an Bühnen im Ruhrgebiet und in Berlin tätig. Zuletzt war er am Stadttheater Heilbronn tätig. Er starb 1952 in der Zentralklinik in Göppingen an den Folgen einer Lungenoperation.